# تاریخ دول معظم
تاریخ دول معظم (به فرانسوی: Histoire des nations européennes) کتابی از ماکسیم مورن است اندر تاریخ دولت‌های اروپایی از پایانِ جنگ اوّل بین‌الملل تا پایانِ جنگ دوّم بین‌الملل.

## به فارسی
این کتاب با ترجمهٔ علی‌اصغر شمیم در دو جلد به سال ۱۳۳۸ منتشر و برندهٔ جایزه کتاب سال سلطنتی شد.